# Sputnik 4

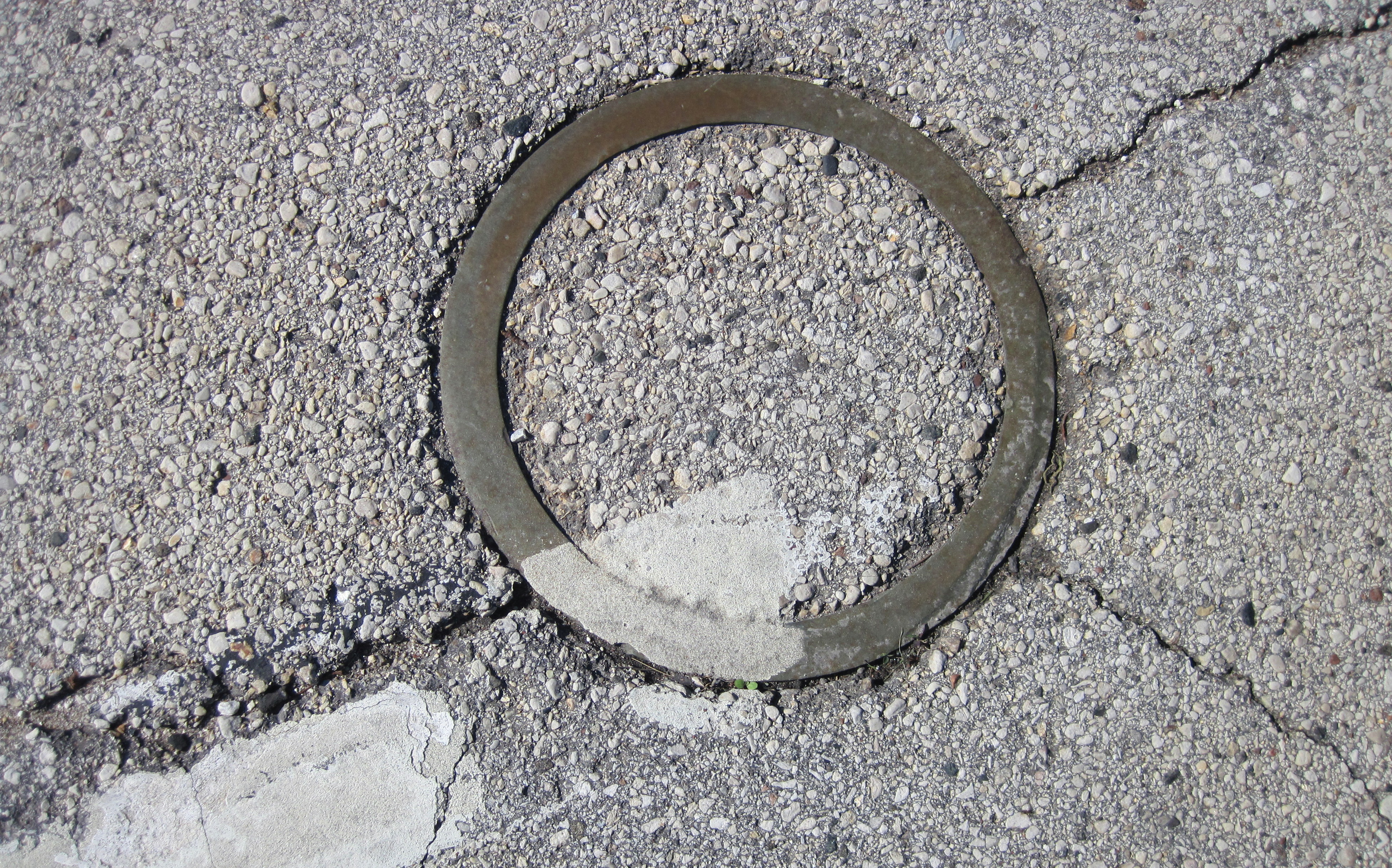
El círculo señala el lugar del impacto del Sputnik 4.

El Sputnik 4 (Korabl Sputnik 1) fue un satélite artificial de la URSS, parte del programa Sputnik y una prueba de vuelo de un primer prototipo de nave espacial Vostok, que se usaría para la primera misión de vuelos espaciales tripulados.
El lanzamiento del Sputnik 4 se produjo el 15 de mayo de 1960 desde el cosmódromo de Baikonur, una base de lanzamiento de la Unión Soviética situada en RSS de Kazajistán. Un fallo en el sistema de guía dirigió la cápsula en dirección equivocada, de modo que en lugar de mantenerse en la atmósfera, el satélite entró en una órbita más alta. Reingresó en la atmósfera en torno al 5 de septiembre de 1962, desintegrándose durante la reentrada. Algunas piezas fueron encontradas en Wisconsin, al norte de los EE. UU.
Esta nave, la primera de una serie de naves espaciales utilizadas para investigar la posibilidad de vuelos espaciales tripulados, contenía instrumentos científicos, un sistema de televisión, y una cabina de soporte biológico con un maniquí de un hombre. La nave fue diseñada para estudiar el funcionamiento del sistema de soporte vital y su resistencia al vuelo. Durante la misión, el Sputnik emitió mediante radio extensa información telemétrica así como voces pregrabadas para probar las comunicaciones. Después de cuatro días de vuelo, la cabina de reentrada se separó del módulo de servicios y se activaron los cohetes traseros, pero debido a un fallo la nave espacial no pudo entrar nuevamente en la atmósfera como estaba previsto. 
Giovanni Battista Judica Cordiglia, que era parte del personal de comunicaciones en la estación de Torre Bert cerca de Turín, afirmó haber recibido el 28 de noviembre de 1960 transmisiones que podrían haber sido generadas por la misión del Sputnik 4, con mensajes de tono preocupado, que podrían coincidir con el fallo en el primer intento de reentrada.

## Parámetros de la misión
- Masa: 1477 kg
- Perigeo: 280 kilómetros
- Apogeo: 675 kilómetros
- Inclinación: 65,02°
- Período: 94,25 minutos
- NSSDC ID: 1960-005A